# Turmhügelburg Korb

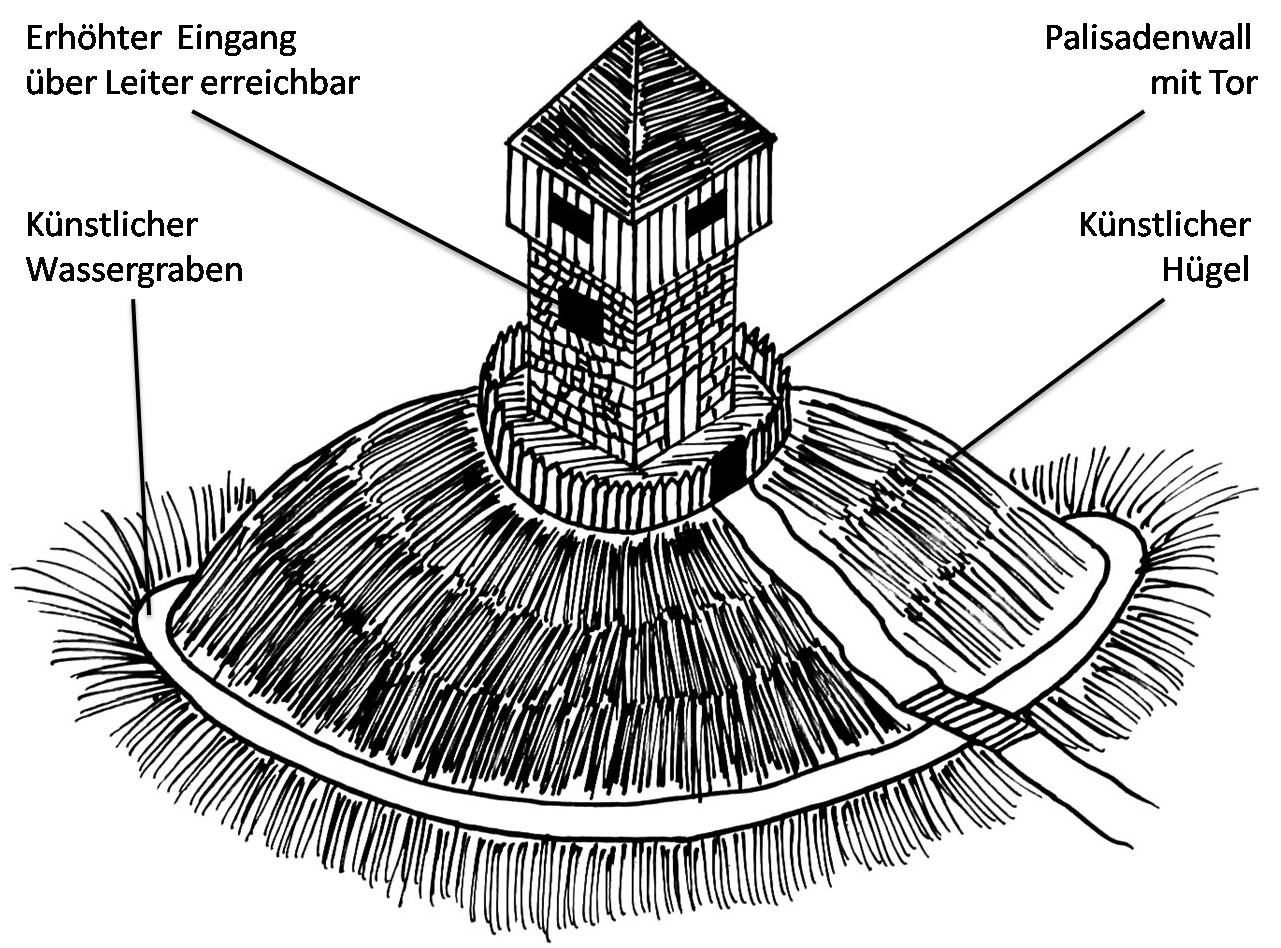
Beispiel einer frühmittelalterlichen Turmhügelburg

Die Turmhügelburg Korb ist eine abgegangene Motte in Kleinheppach, einem Ortsteil der Gemeinde Korb im baden-württembergischen Rems-Murr-Kreis. Über die Geschichte der ehemalige Befestigungsanlage ist so gut wie nichts bekannt.

## Geschichte
Der frühmittelalterliche Mottenhügel (im lokalen Schwäbisch Burschtel genannt) befand sich nordöstlich der evangelischen Kirche von Kleinheppach an der Straße nach Großheppach. Der Hügel war bis 1962 vorhanden und wurde durch ein Neubaugebiet eingeebnet und so unwiederbringlich zerstört. Bei Erdarbeiten kamen mehrere Gefäße, ein Steigbügel, ein Schwertknauf und zwei Schleuderkugeln zum Vorschein. Diese Funde könnten darauf hindeuten, dass die Burg belagert und eventuell zerstört wurde. Allerdings gibt es hierzu keine schriftlichen Belege.
Weiterhin ist unklar, welches Adelsgeschlecht die Burg einst erbaute. Im Jahre 1467 kaufte Graf Ulrich von Württemberg Güter und Rechte in Kleinheppach von Agathe von Baldeck, Witwe des Walther von Urbach. Im selben Jahr erwarb Ulrich von Rechberg einen Weinberg in Kleinheppach von Caspar von Nenningen. Ob diese Personen etwas mit der Burg zu tun hatten, ist nicht bekannt. Nach einem Lagerbuch von 1537 lag der Burgstadel (die Burg war also schon abgegangen) im Seegarten und der Besitzer war Michel Plieninger. Ob dieser ein Angehöriger derer von Plieningen war, ist ebenfalls ungeklärt.